# Moravec
Moravec (in tedesco Morawetz) è un comune ceco situato nel distretto di Žďár nad Sázavou, nella regione di Vysočina.